# John Devey
John Henry George Devey (Birmingham, 26 dicembre 1866 – Birmingham, 11 ottobre 1940) è stato un calciatore, crickettista e dirigente sportivo inglese, noto per essere il terzo marcatore della storia dell'Aston Villa, con 187 reti.

## Palmarès

### Giocatore
- Campionato inglese: 5

Aston Villa: 1893-1894, 1895-1896, 1896-1897, 1898-1899, 1899-1900
- Coppa d'Inghilterra: 3

Aston Villa: 1886-1887, 1894-1895, 1896-1897
- Birmingham Senior Cup: 3

Aston Villa: 1891, 1896, 1899